# 関野日久
関野 日久（せきの はるく、1997年6月29日 - ）は、日本のプロバスケットボール選手。
大阪府出身。ポジションはSF。B3リーグ・しながわシティ所属。

## 来歴

### プロ入りまで
小学生の時に五百住ミニバスケットボールクラブに所属、廃部に伴い松原ミニバスケットボールクラブに移籍した。
中学は高槻市立如是中学校。
三学年下に武本祐ルイス（アースフレンズ東京Z）がいる。中学時代での被りはないが大学時代に対戦経験があり、現在も時々地元で一緒にバスケをしている。
高校は関西大学北陽高等学校。
五学年下に金近廉（千葉ジェッツふなばし/日本代表）がいる。関野が大学四年生の時に母校で教育実習をした際、高校2年生であった金近に授業で古典を教えていた。
関西大学では2016年度関西学生バスケットボール新人戦優勝、2017年度西日本学生バスケットボール選手権3位に貢献した。一学年上に森田雄次（鹿児島レブナイズ）がいる。森田とは地元が隣の市であり、小・中・高全てのカテゴリーで対戦しており、関西大学へ進学を決めた理由の1つでもある。二級上には井上諒汰（佐賀バルーナーズ）がいる。井上の存在はプロ志望のきっかけとなった。
プロ入りまでは5人制でランポーレ三重、R.J.BeerZに所属していた。3人制では、HIGHWESTBALLERS（somecity）、TSV四日市（3x3）に所属していた。
2022-23シーズン。
しながわシティのトライアウトで最終選考に残ったが怪我を理由に辞退した。怪我から復帰してプロ入りするまでの448日間を自身のYouTubeチャンネルで公開した。

### しながわシティ時代（2023-）
2023-24シーズン。
2023年にしながわシティに入団し、プロバスケットボール選手となる。背番号は24番となった。2023-24シーズンで選手契約満了となった。
2024-25シーズン。
シーズン中の2025年1月16日にしながわシティと選手契約を再締結した。
背番号は33番に変更した。
現在はしながわシティに所属している。

## 人物

### プレイスタイル
フィニッシャー。

### 特徴
オンコート・オフコート問わず絶えず声を出し続け、チームを鼓舞し、雰囲気をよくするムードメーカーである。リーグ上位のチームにアップセットした時に対戦相手のコーチが敗因の一つとして関野の声出しを取り上げたほどである。

### 趣味
銭湯、旅行、執筆活動

### 資格
中高教諭一種免許状（国語）

### 背番号
しながわシティで2023-24シーズンに着用した24番は敬愛するコービー・ブライアントの番号であり、関野が受験したトライアウトの回数でもある。2024-25シーズンは33番を着用した。

## 個人成績
| シーズン   | チーム | GP | GS | MPG  | FG%   | 3P%   | FT%   | RPG  | APG  | SPG  | BPG  | TO   | PPG  |
| ---------- | ------ | -- | -- | ---- | ----- | ----- | ----- | ---- | ---- | ---- | ---- | ---- | ---- |
| B3 2023-24 | 品川   | 13 | 0  | 2.08 | 33.3% | 20.0% | 50.0% | 0.15 | 0.08 | 0.00 | 0.00 | 0.08 | 0.46 |
| B3 2024-25 | 品川   | 6  | 0  | 1.33 | 0.0%  | 0.0%  | 0.0%  | 0.33 | 0.00 | 0.17 | 0.00 | 0.00 | 0.00 |